# Лобо, Энтони Теодор
Энтони Теодор Лобо (англ. Anthony Theodore Lobo; 4 июля 1937 — 18 февраля 2013) — католический епископ, ординарий епархии Исламабада-Равалпинди.

## Биография
Энтони Теодор Лобо родился 4 июля 1937 года в городе Карачи, Британская Индия. 8 января 1951 года был рукоположён в священника, после чего служил в католических приходах архиепархии Карачи.
8 июня 1982 года Римский папа Иоанн Павел II назначил Энтони Теодора Лобо титулярным епископом Эска и вспомогательным епископом архиепархии Карачи. 1 октября 1982 года был рукоположён в епископа.
28 мая 1983 года Энтони Теодор Лобо был назначен ординарием епархии Исламабада-Равалпинди. 18 февраля 2010 года ушёл на пенсию.

### Смерть
Скончался 18 февраля 2013 года в Исламабад-Равалпинди. Он был похоронен в соборе Святого Иосифа, Равалпинди.

## См.также
Епархия Исламабада-Равалпинди